# Jhr. J.H. Ram
Jhr. J.H. Ram. Indirect licht op Louis Couperus is een essay en afstudeerproject van Paul Snijders uit 1983 over jhr. Johan Hendrik Ram.

## Geschiedenis
Snijders studeerde in 1983 af aan de Academie voor Kunst en Industrie te Enschede en drukte als afstudeerproject dit werk. Het betrof de tot dan toe uitvoerigste biografische publicatie over Ram (1861-1913), een van de belangrijkste vrienden van de schrijver Louis Couperus (1863-1923), van wie vermoed wordt dat Couperus een liefde voor hem opvatte. Het essay vertelt over het leven van Ram, en zijn betrekkingen tot Couperus, gebaseerd op uitvoerig onderzoek, blijkend uit de 25 noten, en verlucht met twee afbeeldingen van Ram. Het afstudeerproject betrof vooral de gedrukte uitgave (en minder de inhoud).
De uitgave werd eerst uitvoerig besproken door Harry G.M. Prick en eveneens door de Couperus-biograaf Frédéric Bastet gebruikt.
In 1996 verscheen een herziene en aangevulde publicatie van dit essay in De Parelduiker.

### Uitgave
Van deze uitgave verschenen 55 exemplaren. V ervan, romeins genummerd, werden in halfperkament (met perkamenten hoekjes) gebonden en kwamen niet in de handel (drie ervan werden voorzien van een cassette). 17 exemplaren werden gebonden in heellinnen en de overige werden gebrocheerd. Daarnaast verschenen negen HC-exemplaren in verschillende uitvoeringen. Er verscheen een aankondiging van verschijnen waarvan een deel tevens een (derde) foto gaf waarop Ram te zien was (uit De Prins van 24 mei 1923, niet opgenomen in de uitgave zelf).